# The Silver-Plated Gun
The Silver-Plated Gun è un cortometraggio muto del 1913 diretto da Allan Dwan.

## Trama
Trama in (EN)  di Moving Picture World  su IMDb

## Produzione
Il film fu prodotto dall'American Film Manufacturing Company come Flying A.

## Distribuzione
Distribuito dalla Mutual Film, il film - un cortometraggio in una bobina - uscì nelle sale cinematografiche USA il 23 gennaio 1913.